# Charles Leavitt
Charles Leavitt (* 1970 in Pittsburgh, Pennsylvania) ist ein US-amerikanischer Drehbuchautor.

## Karriere
Leavitt trat erstmals 1996 mit seinem Drehbuch für den Roadmovie The Sunchaser in Erscheinung. Es folgten Drehbücher für The Mighty – Gemeinsam sind sie stark, den Fernsehfilm Jennie, die Unbezähmbare und K-PAX – Alles ist möglich.
2006 lief Edward Zwicks Thriller Blood Diamond in den Kinos an, für den Leavitt das Drehbuch verfasst hatte.
Leavitts Drehbuch für den Fantasyfilm Seventh Son, das er gemeinsam mit Steven Knight auf Basis des Romans The Spook’s Apprentice von Joseph Delaney verfasst hatte, erhielt eine Pre-Nominierung für die Goldene Himbeere 2016 in der Kategorie Schlechtestes Drehbuch.
Für die Computerspielverfilmung Warcraft: The Beginning schrieb Leavit gemeinsam mit Regisseur Duncan Jones das Drehbuch.

## Filmografie (Auswahl)
- 1996: The Sunchaser
- 1998: The Mighty – Gemeinsam sind sie stark (The Mighty)
- 2001: Jennie, die Unbezähmbare (The Jennie Project, Fernsehfilm)
- 2001: K-PAX – Alles ist möglich (K-PAX)
- 2006: Blood Diamond
- 2008: The Express
- 2014: Seventh Son
- 2015: Im Herzen der See (In the Heart of the Sea)
- 2016: Warcraft: The Beginning (Warcraft)